# ヒップティー・ホッパー
ヒップティー・ホッパー（Hippety Hopper）は、ワーナー・ブラザースのルーニー・テューンズのキャラクター。ヒピティー・ホッパーとしても知られる。

## 概要
このキャラクターはカンガルーがモデルで、ディレクターのロバート・マッキムソンが作った。ホッパーのデビュー作は、『邦題不明（Hop, Look and Listen）』という作品である。
ヒップティー・ホッパーは、動物園から脱走した一匹のカンガルーの子供である。シルベスターには『巨大なネズミだ！』と間違えられたこともある。
その後も1964年まで短編作品（14本まで）に登場し、スペース・ジャムやバック・イン・アクションにも登場した。
ルーニー・テューンズ・ショーのオープニングにも登場している。
バッグス・バニー・ショーでは、ルーニーテューンズのキャラクターたち（一部を除く）と参列して踊った。
ヒップティー・ホッパーの声優はメル・ブランクが演じ、日本語吹き替え版では小桜エツコが演じた。

## 登場した短編作品
| 邦題                          | 原題                 | 公開年 | 備考       |
| ----------------------------- | -------------------- | ------ | ---------- |
| 邦題不明                      | Hop, Look and Listen | 1948   |            |
| 追い出された黒猫              | Hippety Hopper       | 1949   |            |
| 見えみえの見栄                | Pop 'Im Pop!         | 1950   |            |
| バッグス オーストラリアへ行く | Bushy Hare           | 1950   | カメオ出演 |
| お父さんの教育                | Who's Kitten Who     | 1952   |            |
| ビッグ・マウス!? 登場         | Hoppy Go Lucky       | 1952   |            |
| 船上のネズミ取り              | Cats Aweigh!         | 1953   |            |
| 鈴をつけるのは誰だ!?          | Bell Hoppy           | 1954   |            |
| 灯台捕り物帳                  | Lighthouse Mouse     | 1955   |            |
| 笛吹きシルベスター            | Too Hop to Handle    | 1956   |            |
| 暗闇にドッキリ                | The Slap-Hoppy Mouse | 1956   |            |
| ネコとして生きる道            | Mouse-Taken Identity | 1957   |            |
| ホップ! ステップ! カンガルー  | Hoppy Daze           | 1961   |            |
| 病院へ行こうでの              | Freudy Cat           | 1964   |            |